# Oliver Hardy
Oliver Hardy, volledige naam Oliver Norvell Hardy (Harlem (Georgia), 18 januari 1892 – Hollywood (Californië), 7 augustus 1957), was een Amerikaans filmacteur. Hij is in het bijzonder bekend geworden als de 'dikke' helft van het komische duo Laurel en Hardy.
Tussen 1914 en 1951 maakte hij furore in meer dan 400 films. Bekende titels zijn The Music Box, Tit for Tat, Big Business, Perfect Day en The Bohemian Girl.

## Biografie

### Jonge jaren
Hardy's vader, Oliver sr., was een oorlogsveteraan uit de Amerikaanse civil war, die gewond was geraakt bij de Slag bij Antietam in 1862. Zijn familie is in 1891 naar Madison, Georgia verhuisd. Oliver Hardy werd vermoedelijk geboren in Harlem, Georgia, maar sommige bronnen spreken van Covington. Zijn vader stierf minder dan een jaar na zijn geboorte.
Hardy was de jongste van vijf kinderen. Hij was als kind soms erg lastig. Zo werd hij naar de militaire academie van Milledgeville gestuurd. Op zijn dertiende ging hij naar het Young Harris College in Noord-Georgia. Hij had echter maar weinig belangstelling voor zijn studie. Wel kreeg hij al op jonge leeftijd interesse in muziek en theater. Hij sloot zich aan bij een theatergroep en liep zelfs weg van een kostschool bij Atlanta om met dit gezelschap mee te kunnen gaan. Hij studeerde muziek en stemtraining bij Adolf Dahm Patterson.
Ergens voor 1910 nam Hardy reeds de naam "Oliver Norvell Hardy" aan, waarbij "Oliver" bedoeld was als eerbetoon aan zijn vader. Hardy’s moeder wilde dat hij rechten zou gaan studeren aan de Universiteit van Georgia, maar het is niet bekend of Hardy dit ook gedaan heeft.

### Solocarrière

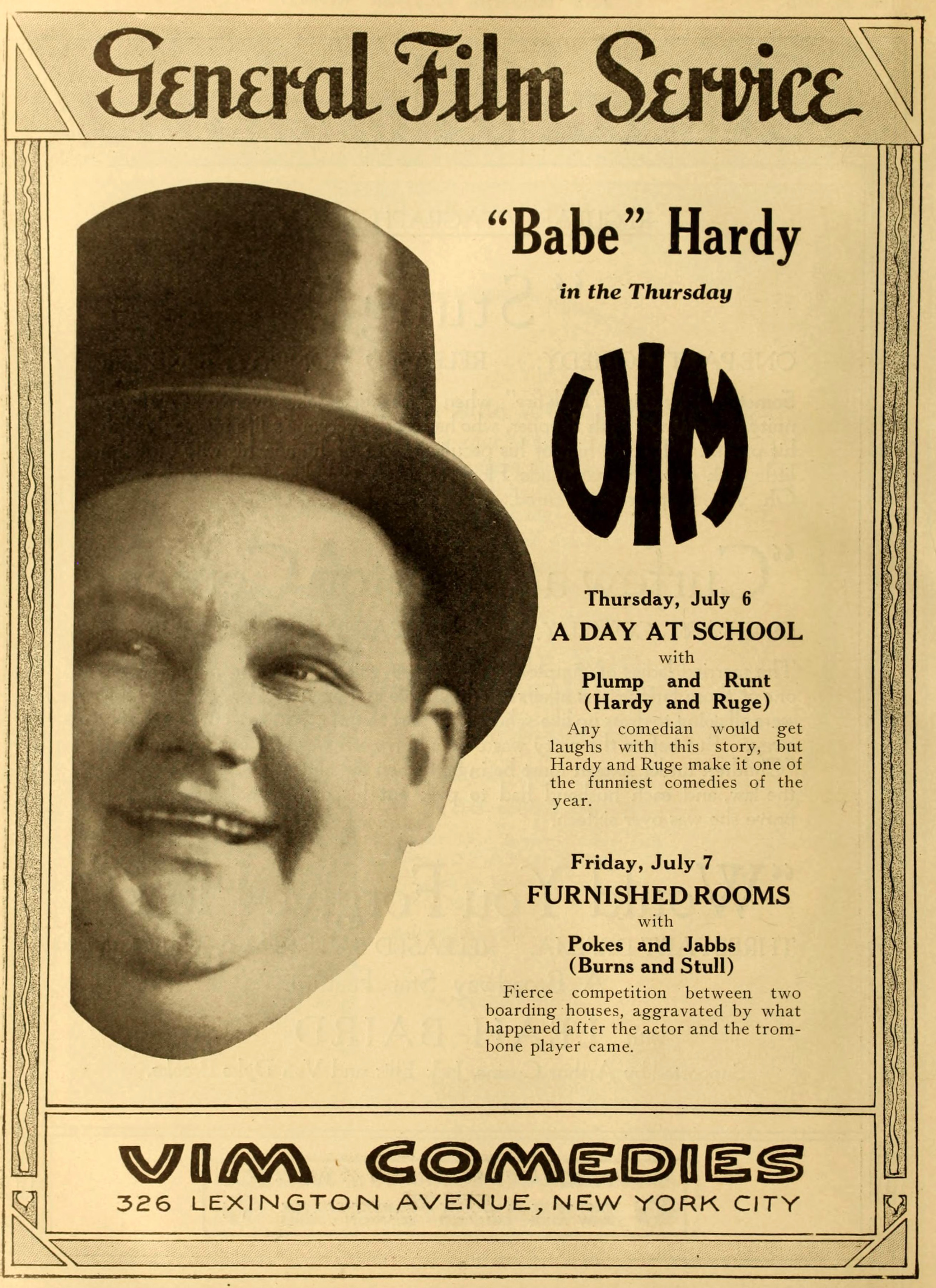
"Babe" Hardy in 1916

In 1910 werd er een bioscoop geopend in Hardy’s thuisstad Milledgeville. Hardy kreeg hier werk als operateur, kaartverkoper, conciërge en manager. Zo raakte hij betrokken bij de filmindustrie en hij was ervan overtuigd dat hij beter werk kon afleveren dan de acteurs die hij in de films zag. Een vriend gaf hem de tip om naar Jacksonville in Florida te gaan, omdat daar films werden opgenomen. In 1913 volgde Hardy dit advies op. Hij verdiende in deze periode de kost als zanger en cabaretier in vaudevilletheaters. Hij ontmoette in deze tijd ook zijn eerste vrouw, de pianiste Madelyn Saloshin.
In 1914 maakte Hardy zijn eerste film: Outwitting Dad van Lubin. Hij werd op de aftiteling vermeld als O. N. Hardy. In zijn persoonlijke leven kreeg hij de bijnaam "Babe" Hardy, een naam bedacht door een Italiaanse kapper. Hardy’s grote omvang beperkte echter wel het aantal rollen dat hij kon spelen. Hij werd vaak gecast als de zwaarlijvige schurk.
Rond 1915 had Hardy reeds 50 korte films gemaakt voor Lubin. Hij verhuisde naar New York om te gaan werken voor Pathé, Casino en Edison Studios. Hij keerde nadien terug naar Jacksonville om te gaan werken voor de Vim Comedy Company. Deze studio sloot toen Hardy ontdekte dat de eigenaren geld hadden gestolen van het personeel. In de jaren erop werkte Hardy samen met Charlie Chaplin-imitator Billy West en Ethel Burton Palmer. In 1917 verhuisde Hardy naar Los Angeles als freelance acteur.
In 1919 scheidde hij van zijn eerste vrouw, Madelyne Saloshin, om op 24 november 1921 voor de tweede keer te trouwen, ditmaal met de actrice Myrtle Reves. Tussen 1918 en 1921 maakte Hardy meer dan 40 films voor Vitagraph, vaak als tegenstander van Larry Semon. In 1921 was hij voor het eerst samen te zien met zijn latere partner Stan Laurel in The Lucky Dog.
In 1924 kwam Hardy in dienst van Hal Roach, waarbij hij onder meer optrad in de Our Gang-films en Charley Chase. In 1925 speelde hij de tinnen man in de Wizard of Oz van Larry Semon. 
In 1926 zou Hardy optreden in Get ’Em Young, maar hij belandde onverwacht in het ziekenhuis na zich te hebben verbrand aan een hete lamsbout. Stan Laurel nam daarom de rol van hem over.

### Samenwerking met Stan Laurel

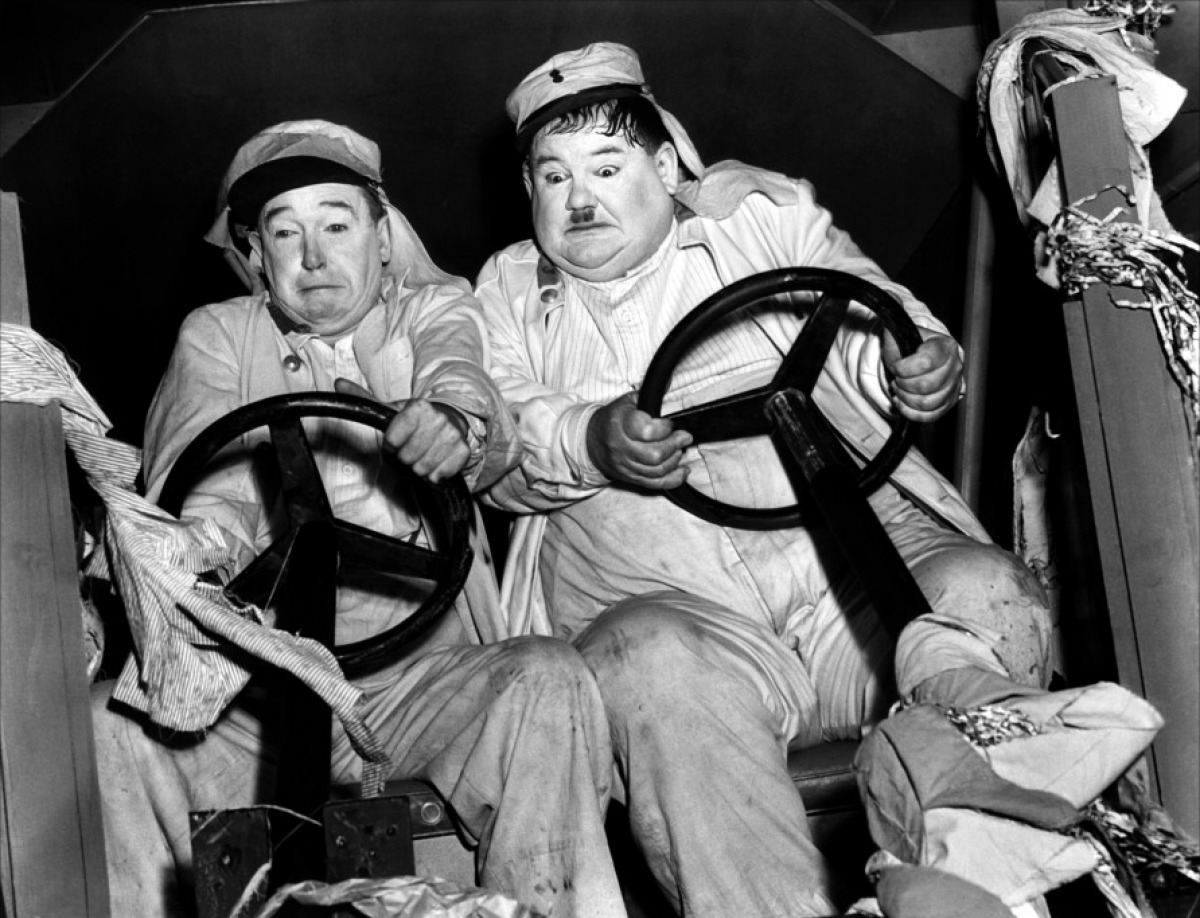
Laurel en Hardy in The Flying Deuces (1939)

In 1926 (zij het pas echt in 1927) begon zijn samenwerking met Stan Laurel bij Hal Roach. Al snel werden zij bekend als komisch duo en speelden zij samen in veel stomme films. Later speelden zij ook, aanvankelijk met tegenzin, in gesproken films.
Hardy en Laurel bleven een duo tot aan Hardy’s dood. Officieel had Hardy een hekel aan zijn omvangrijke postuur, maar de studio drong erop aan dat hij niet op dieet zou gaan om zo het contrast tussen hem en de magere Laurel te behouden. In 1937 scheidde hij van Reeves. In 1940 trouwde hij met Virginia Lucille Jones.
In 1949 trad Hardy nog eenmaal zonder Laurel op in een film, te weten The Fighting Kentuckian, met onder andere de Nederlander Hein van der Niet (onder de naam Philip Dorn) als tegenspeler.

### Overlijden
De laatste jaren van zijn leven ging Hardy’s gezondheid snel achteruit. In 1954 kreeg hij een lichte hartaanval, in 1955 gevolgd door een beroerte. Daar herstelde hij nooit geheel van. In 1956 ging hij meer aandacht aan zijn gezondheid besteden. Hij ging op dieet en viel meer dan 65 kg af, wat zijn uiterlijk drastisch veranderde. Uit brieven tussen Hardy en Laurel blijkt echter dat Hardy mogelijk aan een vorm van terminale kanker leed, wat de oorzaak zou zijn van zijn plotselinge gewichtsverlies.
In september 1956 kreeg Hardy opnieuw een beroerte, waardoor hij maanden in bed moest blijven en niet meer kon praten. Begin augustus 1957 volgden nog twee beroertes, waardoor hij in een coma belandde waaruit hij niet meer zou ontwaken. Hij overleed op 7 augustus 1957 op 65-jarige leeftijd.
Oliver Hardy ligt begraven op het Valhalla Memorial Park Cemetery in Noord-Hollywood.

## Kenmerken
Oliver Hardy werd artistiek beschouwd als de mindere van Stan Laurel, maar hij was evenwel een uitstekend acteur. Enkele typische Hardykenmerken zijn:
- Het voorzichtig friemelen aan zijn stropdas
- Het charmante introduceren van Stan: "I'd like you to meet my friend Mr. Laurel"
- Het arrogant opzij schuiven van Stan: "Let me do that" ("Laat mij dat doen!")
- De verongelijkte blik in de camera, waardoor hij het publiek betrekt in zijn ellendige situatie
- Het berustende verwijt richting Stan: "Well, here's another nice mess you've gotten us into" ("Nou, je hebt ons weer mooi in problemen gebracht")
- Het wanhopige appèl richting Stan: "Why don't you do something to help me?" ("Waarom help je me niet?")

## Eerbetoon
- Oliver Hardy heeft een ster op de Hollywood Walk of Fame.
- In 2018 verscheen de biografische film Stan & Ollie met John C. Reilly als Oliver Hardy.

## Trivia
- Ironie of inspiratie: Hardy ontdekte dat de filmstudio geld had gestolen van het personeel; in enkele latere films van Larry Semon speelt hij een bedrijfsleider die zich ontpopt tot crimineel die er met de kas vandoor gaat.